# Пещерные крыланы
Пещерный крылан (лат. Rousettus leschenaultii) — один из видов рукокрылых.

## Описание
Среднего размера, размах крыльев не превышает 50 см, вес от 40 до 120 грамм.
Обитает в Непале, Пакистане, Юго-Восточном Китае, Яве, Индии, Бирме.
Живут в тёмных и влажных местах (под потолком в пещере, заброшенных зданиях)
Вылетают на улицу в течение часа после захода солнца.

### Особенности
Из всех крыланов только у пещерных крыланов обнаружены простейшие ультразвуковые сигналы. Остальные крыланы ориентируются только с помощью зрения и обоняния

### Питание
Принимают в пищу нектар, сок фруктов, листьями некоторых видов растений. В некоторых регионах Индии было замечено как пещерные крыланы ловили рыбу в небольших водоёмах.

### Размножение
Пещерные крыланы приносят потомство 2 раза в год. Беременность длиться около 115 дней, Самка рождает лишь одного детёныша(за редкими исключениями) и вскармливает его 40-50 дней. В 5 месяцев самки уже становятся половозрелыми, самцы созревают только к 15 месяцам.